# Haftīān
Haftīān (persiska: هفتيان) är en ort i Iran.   Den ligger i provinsen Markazi, i den nordvästra delen av landet, 190 km sydväst om huvudstaden Teheran. Haftīān ligger 1 509 meter över havet och antalet invånare är 110.
Terrängen runt Haftīān är huvudsakligen kuperad. Haftīān ligger nere i en dal. Runt Haftīān är det glesbefolkat, med 20 invånare per kvadratkilometer. Närmaste större samhälle är Kasr-e Āşef, 10,8 km söder om Haftīān. Trakten runt Haftīān består i huvudsak av gräsmarker.